# Elgen
För Apoteket Elgen, se Apoteket Älgen

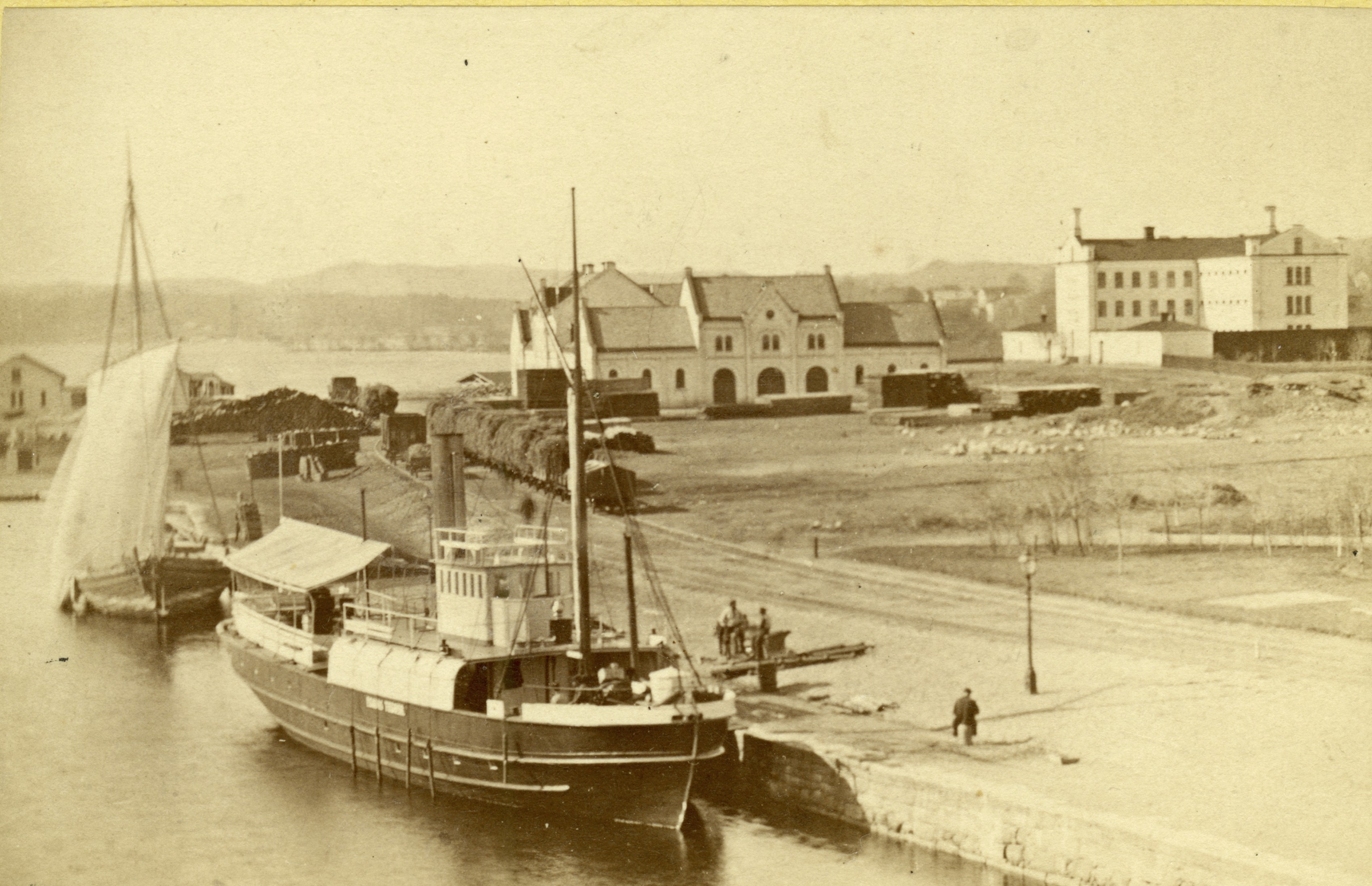
Bild av oidentifierad råbock vid kaj i Munksjön i Jönköping, som Tor 1860-talet. Till höger ligger ångaren Esaias Tegnér.

Elgen var en svensk seglande fraktskuta, som ursprungligen byggdes omkring 1835 som råbock i Harge i Hammars socken i Närke och höggs upp 1997, då benämnd galeasen Ricktor.
Elgen var ett av de seglande fraktfartyg, som byggdes, ägdes och seglades av bönder i Harge i frakttrafik mellan norra och södra ändarna av Vättern under 1800-talet, fram till 1880-talet. Söderut fraktades lokalt bruten kalksten till lossningsplatser i Munksjö, där den användes i Tabergs bergslag och till framställning av kalkbruk i Jönköping. Som returlast fördes järnmalm från Taberg till masugnarna vid Askersund, Igelbäcken och Granvik.
Elgen var ett av de fem skepp, varav fyra råbockar, som råkade ut för en svår höststorm på återfärd till sin hemmahamn, utanför ögruppen Stora Röknen i november 1879. Två råbockar förliste vid sin nödankringsplats.
Hon omriggades senare, först till jakt och sedan till slup med namnet Ricktor, ägd av vedhandlaren C.J Carlsson i Jönköping 1894-1906 och i Rödesund 1906-1958. Hon blev därefter fritidsfartyg, omriggat till galeas. Hon omdöptes till Sjöhäxan 1968 och senare tillbaka till Ricktor.
Sommaren 1997 renoverades fartyget, nu namngett till Elgen, på Beckholmen. Därefter sjönk hon i Svindersviken, efter att ha lämnat torrdockan, på grund av att strömmen brutits till pumparna i det otäta skrovet. Hösten 1997 bärgades hon och höggs upp.